# Archidiecezja Kirkuk-Sulajmanijja
Archidiecezja Kirkuk-Sulajmanijja – archidiecezja Kościoła chaldejskiego z siedzibą w Kirkuku w północnym Iraku. Została erygowana w 1789. Podlega bezpośrednio chaldejskiemu patriarsze Bagdadu. 11 lipca 2013 została połączona z Diecezją As-Sulajmanijja.